# Allgemeines Staatsarchiv (Griechenland)
Koordinaten: 38° 0′ 5,4″ N, 23° 45′ 57,7″ O
Das Allgemeine Staatsarchiv oder Generalstaatsarchiv (griechisch Γενικά Αρχεία του Κράτους Geniká Archeía tou Krátous [/ʝeniˈka arˈçia tu ˈkrátus/]) ist das Nationalarchiv Griechenlands. Es wurde 1914 von der Regierung Eleftherios Venizelos gegründet.
Neben dem Hauptstandort in Athen und dem Historischen Archiv Thessaloniki (Γ.Α.Κ.-Ιστορικό Αρχείο Μακεδονίας G.A.K.-Istorikó Archío Makedonías) existieren weitere Außenstellen in den Regionalbezirken.